# 新津田沼站
新津田沼站（日语：／ Shin-Tsudanuma eki */?）是一個位於日本千葉縣習志野市津田沼一丁目，屬於京成電鐵松戶線的鐵路車站。車站編號是KS66。

## 車站結構
對向式月台2面2線的地面車站，設有跨站式站房。

### 月台配置
| 月台 | 路線   | 方向 | 目的地                           |
| ---- | ------ | ---- | -------------------------------- |
| 1    | 松戶線 | 下行 | 京成津田沼、千葉方向             |
| 2    | 松戶線 | 上行 | 北習志野、新鎌谷、八柱、松戶方向 |

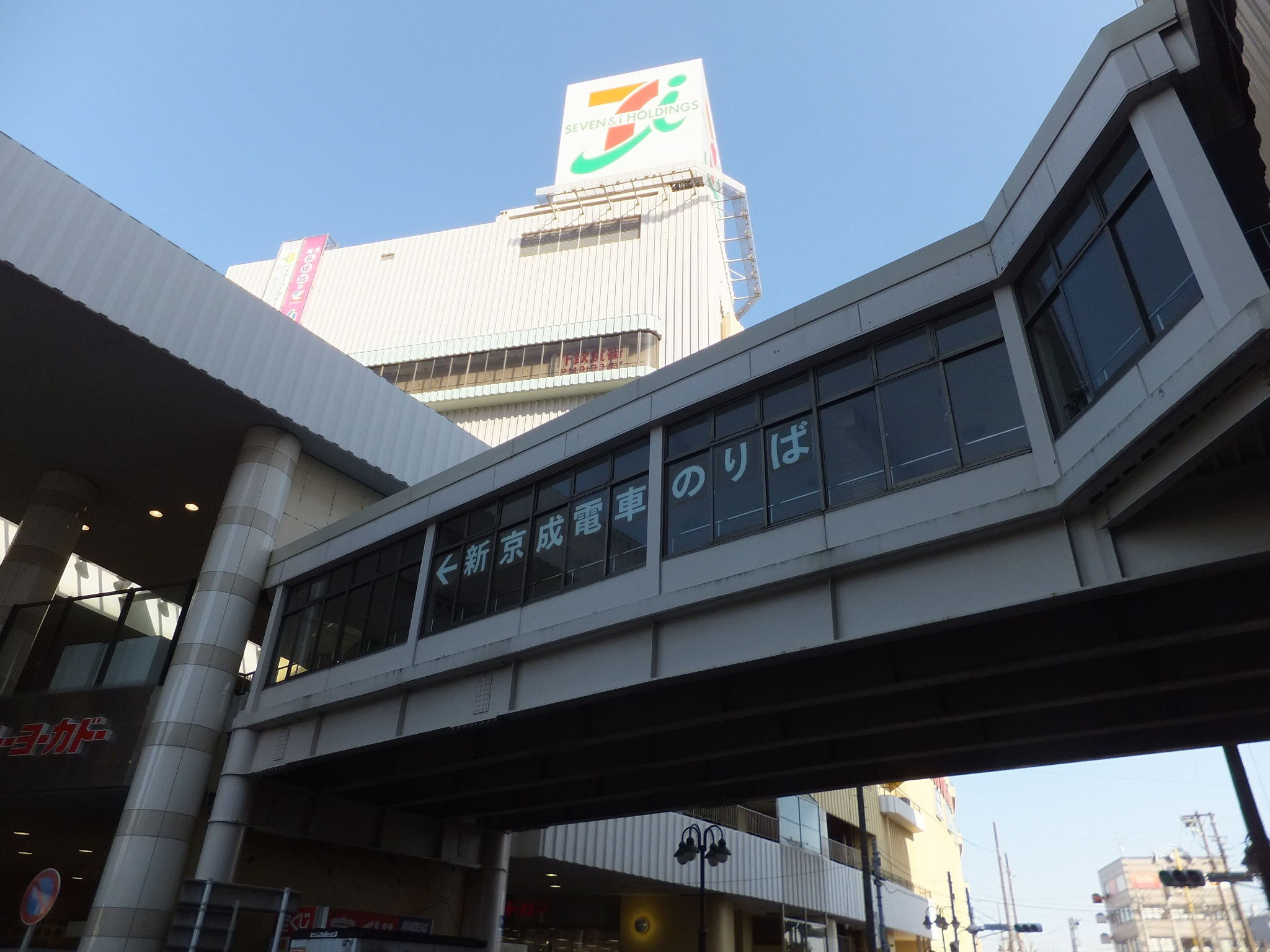
與Miina津田沼的聯絡通道（2012年3月）
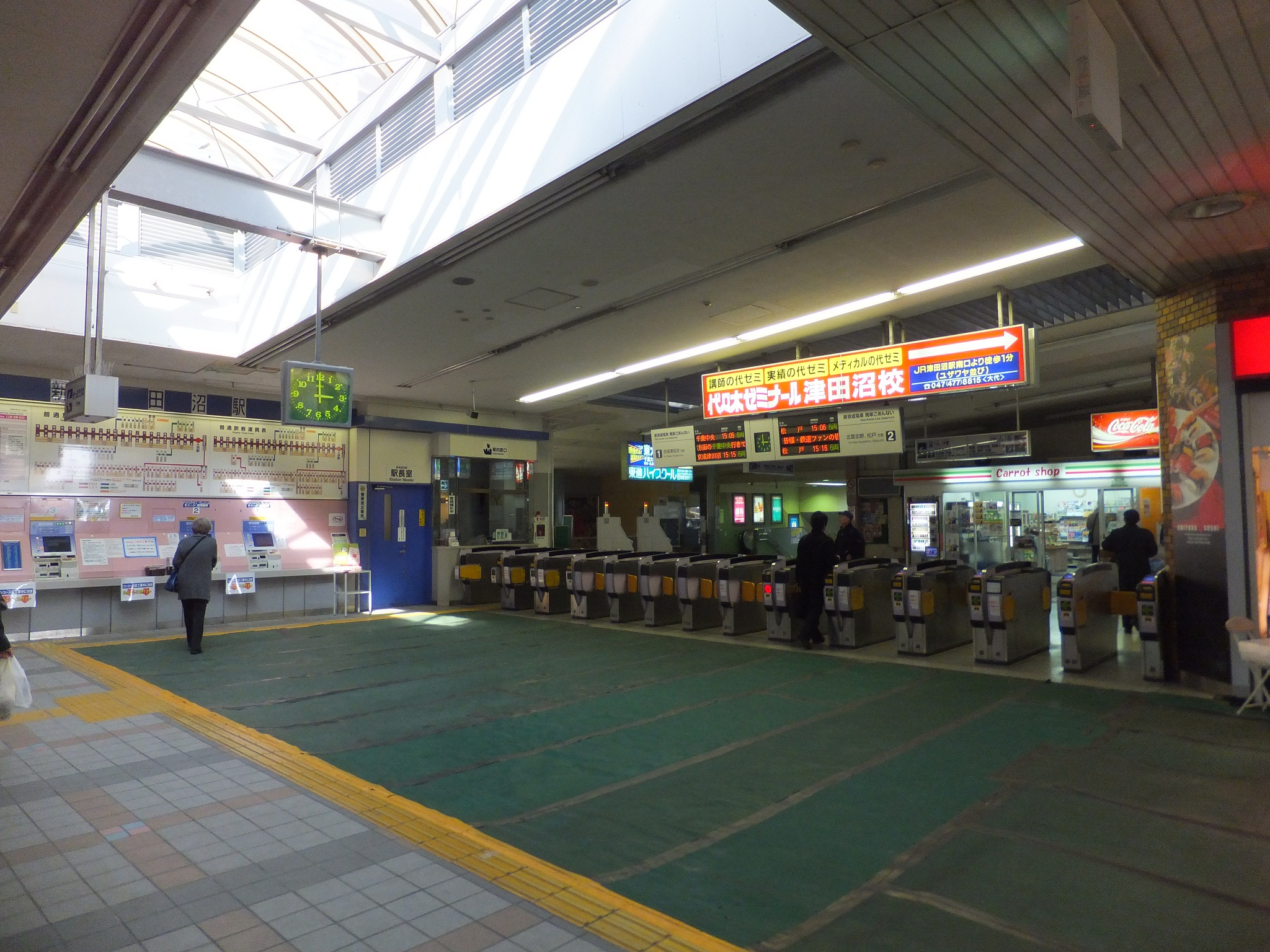
閘口（2012年3月）
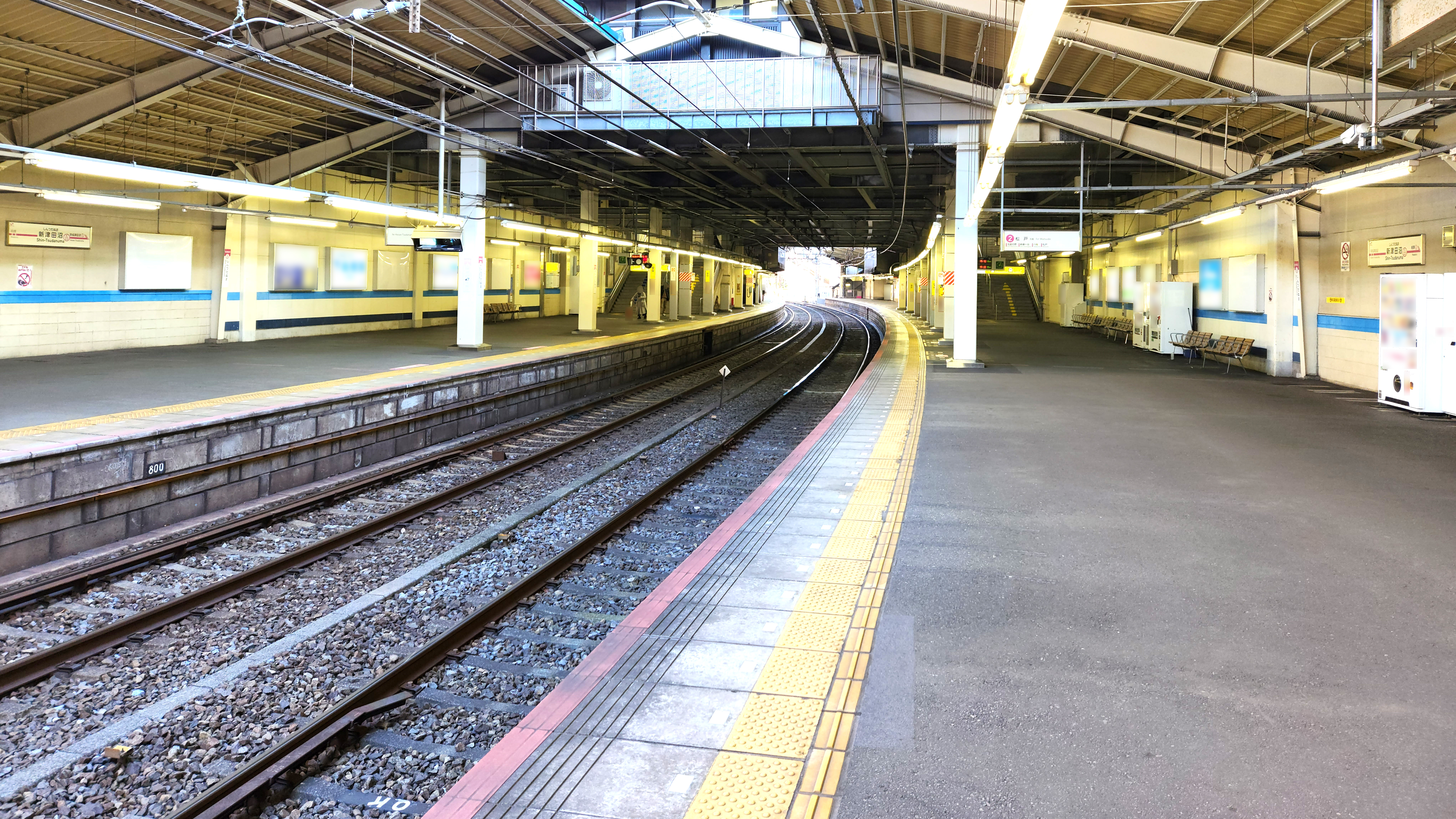
月台（2023年1月）

## 使用情況
2018年度的1日平均上下車人次為69,491人。新京成線內排行第2位。
近年的1日平均上下、上車人次推移如下表。
| 年度               | 1日平均 上下車人次 | 1日平均 上車人次 |
| ------------------ | ------------------ | ---------------- |
| 2001年（平成13年） |                    | 36,300           |
| 2002年（平成14年） |                    | 35,255           |
| 2003年（平成15年） |                    | 36,083           |
| 2004年（平成16年） |                    | 36,294           |
| 2005年（平成17年） |                    | 35,432           |
| 2006年（平成18年） | 69,906             | 34,741           |
| 2007年（平成19年） | 71,385             | 35,521           |
| 2008年（平成20年） | 72,175             | 35,881           |
| 2009年（平成21年） | 71,257             | 35,412           |
| 2010年（平成22年） | 71,042             | 35,333           |
| 2011年（平成23年） | 70,430             | 35,049           |
| 2012年（平成24年） | 71,298             | 35,447           |
| 2013年（平成25年） | 72,698             | 36,161           |
| 2014年（平成26年） | 70,700             | 35,223           |
| 2015年（平成27年） | 70,501             | 35,106           |
| 2016年（平成28年） | 69,584             | 34,656           |
| 2017年（平成29年） | 69,575             | 34,649           |
| 2018年（平成30年） | 69,491             |                  |

## 相鄰車站
京成電鐵
 松戶線
前原（KS67）－新津田沼（KS66）－京成津田沼（KS26）

## 外部連結
- 新津田沼｜電車與車站資訊｜京成電鐵